# Darren Le Tissier
Darren Robert Le Tissier (* 13. Mai 1968 auf Guernsey) ist ein ehemaliger britischer Badmintonspieler.

## Karriere
Seine größten Erfolge feierte der 1,73 Meter große Athlet bei den Island Games. Mit insgesamt zehn Goldmedaillen in allen vier Disziplinen ist er der bislang erfolgreichste Teilnehmer an den Badmintonwettbewerben dieses Turniers.
Heutzutage ist Le Tissier im Vorstand der Guernsey-Niederlassung der niederländischen Privatbank Mees Pierson tätig.

## Erfolge
| Turnier      | 1985 | 1987 | 1989 | 1991 | 1993 | 1995 | 1997 | 1999 | 2001 | 2003 | 2005 | 2007 |
| ------------ | ---- | ---- | ---- | ---- | ---- | ---- | ---- | ---- | ---- | ---- | ---- | ---- |
| Herreneinzel | S    | 5    | –    | –    | G    | B    | B    | G    | –    | G    | 5    | –    |
| Herrendoppel | –    | B    | –    | –    | G    | G    | S    | G    | –    | G    | B    | –    |
| Mixed        | 9    | –    | –    | –    | G    | S    | 5    | –    | –    | G    | 5    | –    |
| Team         | –    | –    | –    | –    | –    | S    | S    | –    | –    | G    | B    | –    |